# ماثيو كوفمان (عالم وراثة)
ماثيو كوفمان (بالإنجليزية: Matthew Kaufman)‏ هو عالم وراثة بريطاني، ولد في 29 سبتمبر 1942 في لندن في المملكة المتحدة، وتوفي في 11 أغسطس 2013.